# كينوا
الكِينُوَا أو الكِنُوَة أو القِنُوَة هي نوع من الحبوب، وتعتبر من المحاصيل الصالحة للأكل. تنتمي الكينوا إلى الفصيلة القطيفية حالها كحال أنواع مثل الشمندر والسبانخ وكوم العشب. وتؤكل أوراقها أيضًا كخضروات، ولكن التسويق التجاري لها كخضراوات ورقية محدود حاليا.
الكينوا من الحبوب التي تنمو في أمريكا الجنوبية، وقد بدأت في الانتشار في أماكن أخرى من العالم. و تحتوي الكينوا على جميع الحموض الأمينية الضرورية وبالتالي فإنها تعد بروتيناً كاملاً، ولكنها أسهل كثيراً في هضمها من بروتينات اللحوم وبها محتوى أقل كثيراً من الدهون، وتعد حبوب الكينوا من حبوب الطاقة الغنية بالمغذيات الطبيعية التي تزوّد الجسم بالطاقة.
ونظراً لفوائدها العديدة كانت تُلقّب بأم جميع الحبوب ويذكر أن زراعتها اختفت لفترات طويلة جداً لأن المحتلين الإسبان في ذلك الحين منعوا الهنود من زراعتها نظراً لاعتقادهم بأنها مصدر قوتهم في الحروب، فكانوا يفرضون عقوباتٍ كبيرةً جداً على الأشخاص الذين يقومون بزراعتها. وقد تجدد الاهتمام بها بشكل كبير خلال الثمانينات.
و تعد الكينوا طعاما مناسبا لمن يعانون من (حساسية الغلوتين) لأن الكينوا خالية من الغلوتين ومناسبة أيضاً للذين يعانون من (حساسية اللاكتوز) في حليب البقر حيث يستخرج منها حليب الكينوا.
حبوب الكينوا غنية جداً بالبروتين، فكلّ كوب من الكينوا يعطي ثمانية غرامات من البروتين. إضافة إلى ذلك تعد الكينوا من الأغذية الغنية بالألياف.

## نبذة عامة
يرجع أصل نبتة الكينوا إلى منطقة جبال الأنديز في أمريكا الجنوبية، حيث ظلّت غذاء أساسيا لمدة لا تقل عن 6,000 سنة. اسمها باللهجة المحلية «كيشوا». الكينوا عموما سهلة الهضم ولها قيمة غذائية عالية، بحيث يمكن بسهولة زراعتها في جبال الأنديز بارتفاع يصل إلى نحو 4,000 متر.، وهي تنمو بشكل أفضل في التربة المستغلة الجيدة، وتحتاج إلى وقت طويل نسبيًا لتنمو. كما أنها تنمو أيضا في شرق أمريكا الشمالية، وتعد كفرصة عمل للكثير من العمال، وتعتبر من المحاصيل الناجحة.

## التاريخ والثقافة
| إنتاج العالم من الكينوا—2005 (ألف طن متري) | إنتاج العالم من الكينوا—2005 (ألف طن متري) |
| --- | ------------------------------------------ |
| بيرو | 32.6                                       |
| بوليفيا | 25.2                                       |
| الإكوادور | 7.0                                        |
| إجمالي العالم | 58.4                                       |
| المصدر: الأمم المتحدة للاغذية والزراعة (الفاو) تشير الأرقام الحالية من منظمة الأغذية والزراعة نسخة محفوظة 19 يونيو 2012 على موقع واي باك مشين. |                                            |

## القيمة الغذائية

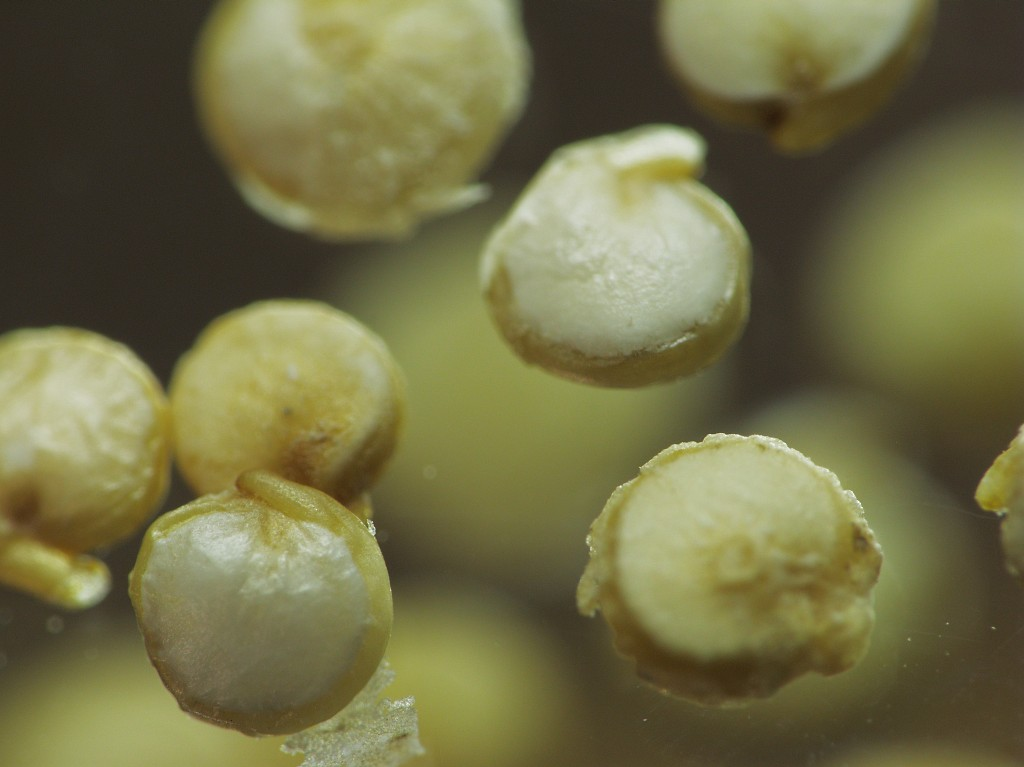
حبوب الكينوا عن قرب.

الكينوا له أهمية كبيرة في التغذية قبل وصول حضارة كولومبس الأنديز، ولكنه ثانوي فقط على البطاطا، وأعقب ذلك في الأهمية الذرة. في الأزمنة المعاصرة، هذا المحصول في غاية الأهمية لقيمته الغذائية، كما أن محتواه من البروتين عالٍ جدا (12 ٪ -18 ٪)، مما يجعله خياراً صحيا للنباتيين. على عكس القمح أو الأرز (فيه انخفاض ليسين)، الكينوا يحتوي على مجموعة متوازنة من الأحماض الأمينية الأساسية للبشر، مما يجعله مصدر للبروتين بشكل غير عادي تماما. فهو يمثل مصدراً جيداً للألياف والفوسفور وعالي بالمغنيسيوم والحديد. الكينوا خالي من الغلوتين ويعتبر سهل الهضم. بسبب كل هذه الخصائص، فالكينوا في نظر وكالة ناسا محصول نافع للرقابة الإيكولوجية ونظام دعم الحياة لمدة طويلة في برامج إطلاق مركبات فضاء مأهولة.

## فوائد الكينوا
مصدر للبروتينات
مصدر غني بالألياف الغذائية
تحتوي على مضادات الأكسدة
خسارة الوزن
الوقاية من السكري

## أنواع الكينوا
للكينوا ثلاث أنواع رئيسية هي:
-الحبوب البيضاء
- الحبوب الحمراء
- الحبوب السوداء

## الزراعة

### الولايات المتحدة
تم زراعة الكينوا في الولايات المتحدة، في الأصل في ارتفاع سان لويس في كولورادو حيث عرض في عام 1983. في هذا الوادي الصحراوي ذو الارتفاعات العالية، نادراً ما تتجاوز درجات الحرارة الصيفية 30 درجة مئوية (86 درجة فهرنهايت) ودرجات الحرارة ليلاً حوالي 7 درجة مئوية (45 درجة فهرنهايت). وبسبب موسم النمو القصير، تتطلب الزراعة في أمريكا الشمالية أصنافاً قصيرة النضج، عادة ما تكون من أصل بوليفي.

### أوروبا
وقد نجحت عدة بلدان في أوروبا، بما في ذلك فرنسا وإنكلترا وهولندا وبلجيكا وألمانيا وإسبانيا، في زراعة الكينوا على نطاق تجاري. 

## الصابونين
الكينوا في حالته الطبيعية لديها قشرة مرّة، مما يجعله غير لذيذ المذاق. معظم الكينوا يباع تجاريا في أمريكا الشمالية ويتم تجهيزه بعد إزالة هذه القشرة . وبسبب هذة القشرة المرّة فقد رفضها الأوروبيين الذين كانوا أول من واجه الكينوا كمصدر للغذاء، حيث أنهم اعتمدوا على غيره من النباتات الغذائية الأصلية في الأمريكتين مثل الذرة والبطاطا. وهذه المرارة لها آثار مفيدة خلال زراعة النباتات حيث أنه لا يتمتع بشعبية لدى الطيور، وبالتالي يتطلب الحد الأدنى من الحماية. وكانت هناك محاولات لخفض محتوى saponin في الكينوا من خلال التربية الانتقائية لإنتاج أصناف حلوة، وأكثر قبولا. وعندما تم إدخال أصناف جديدة من قبل المهندسين الزراعيين للمزارعين الأصليين في الهضبة العالية، فإن المزارعين الأصليين رفضوه على الرغم من أصنافه الجديدة عالية الغلة ؛ لأن البذور لم تعد لديها قشرة مرّة والطيور قد استهلكت كامل المحصول بعد موسم واحد فقط.
وال saponins في الكينوا يمكن أن يكون أقل سمية، كما يمكن تحمل حمض الأكساليك لجميع أفراد الأسرة chenopodium. فالمخاطر المرتبطة بالكينوا ضئيلة، شريطة أن يتم إعدادها إعدادا سليما . ويعتبر بديل القمح والذرة .

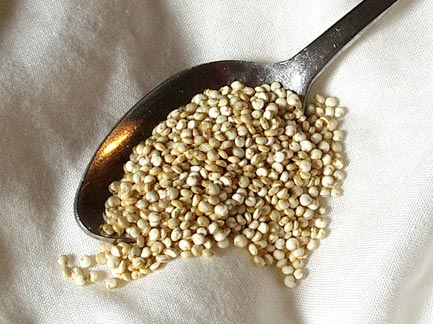
ملعقة من الكينوا المضروب

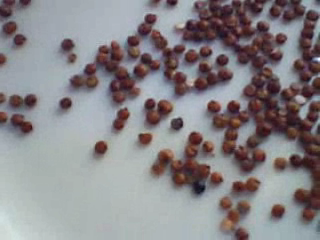
الكينوا الأحمر

## الاسم
هذا المحصول، كما هو معروف في اللغة الإنجليزية والكينوا ويلفظ بالتأكيد أما على المقطع الأول (تُلفظ بالإنجليزية: /ˈki:noʊ.ə/) KEE-noe-ə أو على الثاني (تُلفظ بالإنجليزية: /kwɨˈnoʊ.ə/) kwi-NOE-ə باللغة الأسبانية، الهجاء واللفظ يختلف حسب المنطقة. اللهجة قد تكون في المقطع الأول، وفي هذه الحالة فإنه عادة ما يكون منصوص الكينوا [26]، مع الكينوا [27] كونه البديل ؛ أو على المقطع الثاني : [28]، وفي هذه الحالة يكون هو مكتوب الكينوا. وهو اسم مستمد من kinwa كيشوا. هناك أسماء أخرى متعددة الأصل في أمريكا الجنوبية :
- الكويتشوا : ayara، kiuna، kuchikinwa، achita، kinua، kinoa، chisaya ماما
- Aymara : supha، jopa، jupha، juira، ära، qallapi، vocali
- Chibchan : suba,، pasca
- لغة مابوتشي : داوى، ساوى

السنة الدولية للكينوا
قامت الجمعية العمومية للأمم المتحدة بإعلان عام 2013 "السنة الدولية للكينوا"، وذلك تقديراً منها للعمليات التي مارستها شعوب جبال الأنديز أباً عن جدّ، والتي تمكنت بفضلها من حفظ الكينوا في حالتها الطبيعية كغذاء لأجيال الحاضر والمستقبل، وذلك من خلال المعارف والممارسات المستمدّة من العيش في انسجام مع الطبيعة.
وتنهض منظمة الأغذية والزراعة للأمم المتحدة بدور أمانة السنة الدولية للكينوا. وتتولى بوليفيا رئاسة اللجنة التنسيقية، بينما تتولى الإكوادور وبيرو وشيلي منصب نائب الرئيس، في حين تقوم الأرجنتين وفرنسا بمهمة مقرر اللجنة.

## السنة الدولية للكينوا
قامت الجمعية العمومية للأمم المتحدة بإعلان عام 2013 "السنة الدولية للكينوا"، وذلك تقديراً منها للعمليات التي مارستها شعوب جبال الأنديز أباً عن جدّ، والتي تمكنت بفضلها من حفظ الكينوا في حالتها الطبيعية كغذاء لأجيال الحاضر والمستقبل، وذلك من خلال المعارف والممارسات المستمدّة من العيش في انسجام مع الطبيعة.
وتنهض منظمة الأغذية والزراعة للأمم المتحدة بدور أمانة السنة الدولية للكينوا. وتتولى بوليفيا رئاسة اللجنة التنسيقية، بينما تتولى الإكوادور وبيرو وشيلي منصب نائب الرئيس، في حين تقوم الأرجنتين وفرنسا بمهمة مقرر اللجنة.

## الروابط الخارجية
- {{*Pulvento C., M. Riccardi, A. Lavini, R. d’Andria, & R. Ragab (2013). "SALTMED Model to Simulate Yield and Dry Matter for Quinoa Crop and Soil Moisture Content Under Different Irrigation Strategies in South Italy". Irrigation and drainage. DOI:10.1002/ird.1727.{{استشهاد بدورية محكمة}}:  صيانة الاستشهاد: أسماء عددية: قائمة المؤلفين (link) صيانة الاستشهاد: أسماء متعددة: قائمة المؤلفين (link)
- Cocozza C., C. Pulvento, A. Lavini, M.Riccardi, R. d’Andria & R. Tognetti (2012). "Effects of increasing salinity stress and decreasing water availability on ecophysiological traits of quinoa (Chenopodium quinoa Willd.)". Journal of agronomy and crop science. DOI:10.1111/jac.12012. {{استشهاد بدورية محكمة}}: تأكد من صحة قيمة |doi= (مساعدة)صيانة الاستشهاد: أسماء عددية: قائمة المؤلفين (link) صيانة الاستشهاد: أسماء متعددة: قائمة المؤلفين (link)
- Pulvento C, Riccardi M, Lavini A, d'Andria R, Iafelice G, Marconi E (2010). "Field Trial Evaluation of Two Chenopodium quinoa Genotypes Grown Under Rain-Fed Conditions in a Typical Mediterranean Environment in South Italy". Journal of Agronomy and Crop Science. ج. 196 ع. 6: 407–411. DOI:10.1111/j.1439-037X.2010.00431.x.{{استشهاد بدورية محكمة}}:  صيانة الاستشهاد: أسماء متعددة: قائمة المؤلفين (link)
- Pulvento, C., Riccardi, M., Lavini, A., Iafelice, G., Marconi, E. and d’Andria, R. (2012). "Yield and Quality Characteristics of Quinoa Grown in Open Field Under Different Saline and Non-Saline Irrigation Regimes". Journal of Agronomy and Crop Science. ج. 198 ع. 4: 254–263. DOI:10.1111/j.1439-037X.2012.00509.x.{{استشهاد بدورية محكمة}}:  صيانة الاستشهاد: أسماء متعددة: قائمة المؤلفين (link)
- Gómez-Caravaca, G. Iafelice, A. Lavini, C. Pulvento, M.Caboni, E.Marconi (2012). "Phenolic Compounds and Saponins in Quinoa Samples (Chenopodium quinoa Willd.) Grown under Different Saline and Non saline Irrigation Regimens". Journal of Agricultural and Food Chemistry. ج. 60 ع. 18: 4620–4627. DOI:10.1021/jf3002125. PMID:22512450.{{استشهاد بدورية محكمة}}:  صيانة الاستشهاد: أسماء متعددة: قائمة المؤلفين (link)}}
- كينوا على مشروع الدليل المفتوح
- Geerts S, Raes D (2009). "Deficit irrigation as an on-farm strategy to maximize crop water productivity in dry areas". Agric. Water Manage. ج. 96: 1275–84. DOI:10.1016/j.agwat.2009.04.009.
- Geerts S, Raes D, Garcia M, Vacher J, Mamani R, Mendoza J, Huanca R, Morales B, Miranda R, Cusicanqui J, Taboada C (2008). "Introducing deficit irrigation to stablize yields of quinoa (Chenopodium quinoa Willd.)". Eur. J. Agron. ج. 28: 427–436. DOI:10.1016/j.eja.2007.11.008.{{استشهاد بدورية محكمة}}:  صيانة الاستشهاد: أسماء متعددة: قائمة المؤلفين (link)
- Geerts S, Raes D, Garcia M, Mendoza J, Huanca R (2008). "Indicators to quantify the flexible phenology of quinoa (Chenopodium quinoa Willd.) in response to drought stress". Field Crop. Res. ج. 108: 150–6. DOI:10.1016/j.fcr.2008.04.008.{{استشهاد بدورية محكمة}}:  صيانة الاستشهاد: أسماء متعددة: قائمة المؤلفين (link)
- Geerts S, Raes D, Garcia M, Condori O, Mamani J, Miranda R, Cusicanqui J, Taboada C, Vacher J (2008). "Could deficit irrigation be a sustainable practice for quinoa (Chenopodium quinoa Willd.) in the Southern Bolivian Altiplano?". Agric. Water Manage. ج. 95: 909–917. DOI:10.1016/j.agwat.2008.02.012.{{استشهاد بدورية محكمة}}:  صيانة الاستشهاد: أسماء متعددة: قائمة المؤلفين (link)
- AquaCrop : النموذج الجديد لإنتاجية المحاصيل والمياه من منظمة الأغذية والزراعة